# Мікель Меріно
Мікель Меріно (ісп. Mikel Merino, нар. 22 червня 1996, Памплона) — іспанський футболіст, центральний півзахисник клубу «Арсенал» та збірної Іспанії.

## Клубна кар'єра
Народився 22 червня 1996 року в місті Памплона. Вихованець футбольної школи клубу «Осасуна». З 2013 року став грати за резервну команду, взявши участь у 5 матчах Терсери.
23 серпня 2014 року дебютував за основну команду в матчі проти «Барселони Б» у Сегунді. 21 грудня у поєдинку проти «Лас-Пальмаса» Мікель забив свій перший гол за «Осасуну». У 2015 році Меріно зацікавилася «Барселона», втім Мікель залишився у рідному клубу, якому у сезоні 2015/16 допоміг повернутись в Прімеру.

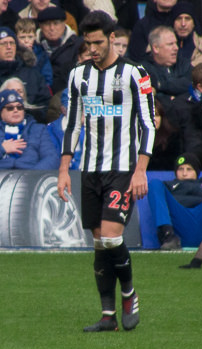
Мікель Меріно під час виступів за «Ньюкасл Юнайтед». 2017 рік.

На початку 2016 року Меріно підписав п'ятирічний контракт з дортмундською «Боруссією», угода набула чинності з літом. Сума трансферу склала 5 млн євро. 14 жовтня у матчі проти берлінської «Герти» Мікель дебютував у німецькій Бундеслізі. У своєму дебютному сезоні Мікель допоміг клубу виграти Кубок Німеччини, але в команді так і не закріпився, провівши лише 9 ігор у всіх турнірах.
Влітку 2017 року Меріно в пошуках ігрової практики на правах оренди перейшов у англійський «Ньюкасл Юнайтед». 13 серпня в матчі проти «Тоттенгем Готспур» він дебютував у англійській Прем'єр-лізі. 13 жовтня 2017 року Меріно офіційно став гравцем «Ньюкасл Юнайтед», «сороки» скористалися правом викупу за умовами орендної угоди і підписали п'ятирічний річний контракт з футболістом. 21 жовтня в поєдинку проти «Крістал Пелес» Меріно забив свій перший гол за «Ньюкасл Юнайтед». Всього за сезон іспанець провів 25 матчів в усіх турнірах і забив один гол.
Влітку 2018 року Мікель повернувся в Іспанію, підписавши контракт з «Реал Сосьєдадом». Сума трансферу склала 12 мільйонів євро. За перший сезон відіграв за клуб із Сан-Себастьяна 29 матчів в національному чемпіонаті і допоміг йому зайняти 9-те місце.
Влітку 2024 року Меріно перейшов до лондонського Арсеналу. Сума трансферу склала 32+5 млн євро

## Виступи за збірні
2014 року дебютував у складі юнацької збірної Іспанії, взяв участь у 12 іграх на юнацькому рівні, відзначившись одним забитим голом. З командою до 19 років виграв Юнацький чемпіонат Європи 2015 року в Греції, зігравши у всіх п'яти іграх на турнірі і у поєдинку проти німців забив гол.
З 2017 року залучався до матчів молодіжної збірної Іспанії, у її складі поїхав на молодіжний чемпіонат Європи 2017 року в Польщі, де став срібним призером, а через два роки і на наступний чемпіонат 2019 року в Італії, де здобув золоті нагороди.
3 вересня 2020 року дебютував за національну збірну Іспанії в грі Ліги націй УЄФА проти Німеччини (1:1).
2021 року у складі Олімпійської збірної Меріно був учасником футбольного турніру Олімпійських ігор-2020, де іспанці здобули срібні нагороди, а сам Мікель зіграв у 5 іграх і забив гол у матчі проти Аргентини (1:1).

## Статистика виступів

### Статистика клубних виступів
| Сезон               | Команда               | Чемпіонат           | Чемпіонат | Чемпіонат | Національний кубок | Національний кубок | Національний кубок | Континентальні кубки | Континентальні кубки | Континентальні кубки | Інші змагання | Інші змагання | Інші змагання | Усього | Усього |
| Сезон               | Команда               | Ліга                | Ігор      | Голів     | Ліга               | Ігор               | Голів              | Ліга                 | Ігор                 | Голів                | Ліга          | Ігор          | Голів         | Ігор   | Голів  |
| ------------------- | --------------------- | ------------------- | --------- | --------- | ------------------ | ------------------ | ------------------ | -------------------- | -------------------- | -------------------- | ------------- | ------------- | ------------- | ------ | ------ |
| 2014–15             | «Осасуна»             | СД                  | 29        | 1         | КІ                 | 0                  | 0                  | -                    | -                    | -                    | -             | -             | -             | 29     | 1      |
| 2015–16             | «Осасуна»             | СД                  | 34+4      | 4+3       | КІ                 | 0                  | 0                  | -                    | -                    | -                    | -             | -             | -             | 38     | 7      |
| Усього за «Осасуна» | Усього за «Осасуна»   | Усього за «Осасуна» | 63+4      | 5+3       |                    | 0                  | 0                  |                      | -                    | -                    |               | -             | -             | 67     | 8      |
| 2016–17             | «Боруссія» (Дортмунд) | БЛ                  | 8         | 0         | КН                 | 1                  | 0                  | ЛЧ                   | 0                    | 0                    | СН            | 0             | 0             | 9      | 0      |
| 2017–18             | «Ньюкасл Юнайтед»     | ПЛ                  | 17        | 1         | КА+КЛ              | 0                  | 0                  | -                    | -                    | -                    | -             | -             | -             | 17     | 1      |
| Усього за кар'єру   | Усього за кар'єру     | Усього за кар'єру   | 88+4      | 6+3       |                    | 1                  | 0                  |                      | 0                    | 0                    |               | 0             | 0             | 93     | 9      |

## Титули і досягнення
- Володар Кубка Німеччини (1):

«Боруссія» (Дортмунд): 2016/17
- Володар Кубка Іспанії (1):

«Реал Сосьєдад»: 2019/20
Збірні
- Чемпіон Європи (U-19): 2015
- Чемпіон Європи (U-21): 2019
- Срібний олімпійський призер: 2020
- Переможець Ліги націй УЄФА: 2022/23
- Чемпіон Європи: 2024[16]